# Bruttonationaleinkommenkategorisierung (Weltbank)
Die Weltbank gliedert die Staaten nach vier Stufen des Bruttonationaleinkommen. Diese ökonomischen Status  sind:

Klassifikation im Jahr 2022

| Gruppe                               | USD pro Kopf und Jahr |
| ------------------------------------ | --------------------- |
| gering (low income)                  | unter 1.135           |
| unteres Mittel (lower middle income) | 1.136 bis 4.465       |
| oberes Mittel (upper middle income)  | 4.466 bis 13.845      |
| hoch (high income)                   | über 13.845           |

Low Income CountryDer Begriff low income country bzw. Land mit geringem Einkommen (Niedriglohnland) bezeichnet diejenigen Länder, deren Bruttonationaleinkommen pro Kopf und Jahr geringer als 1.135 US-Dollar (USD) ist (Stand 2022). Hierzu zählen (2023): Afghanistan, Burundi, Burkina Faso, Zentralafrikanische Republik, Demokratische Republik Kongo, Eritrea, Äthiopien, Gambia, Guinea-Bissau, Liberia, Madagaskar, Mali, Mosambik, Malawi, Niger, Nordkorea, Ruanda, Sudan, Sierra Leone, Somalia, Südsudan, Syrische Arabische Republik, Tschad, Togo, Uganda, Jemen.
Lower Middle Income CountryDer Begriff lower middle income country bzw. Land mit mittlerem Einkommen im unteren Bereich bezeichnet diejenigen Länder, deren Bruttonationaleinkommen pro Kopf zwischen 1.136 USD und 4.465 USD liegt (Stand 2022). Hierzu zählen (2023): Angola, Benin, Bangladesch, Bolivien, Bhutan, Elfenbeinküste, Kamerun, Republik Kongo, Komoren, Kap Verde, Dschibuti, Algerien, Ägypten, Mikronesien, Ghana, Guinea, Honduras, Haiti, Indien, Iran, Jordanien, Kenia, Kirgistan, Kambodscha, Kiribati, Laos, Libanon, Sri Lanka, Lesotho, Marokko, Myanmar, Mongolei, Mauretanien, Nigeria, Nicaragua, Nepal, Pakistan, Philippinen, Papua-Neuguinea, Senegal, Salomonen, São Tomé und Príncipe, Eswatini, Tadschikistan, Timor-Leste, Tunesien, Tansania, Ukraine, Usbekistan, Vietnam, Vanuatu, Samoa, Sambia, Simbabwe
Upper Middle Income CountryDer Begriff upper middle income country bzw. Land mit mittlerem Einkommen im oberen Bereich bezeichnet diejenigen Länder, deren Bruttonationaleinkommen pro Kopf zwischen 4.466 und 13.845 USD liegt. Hierzu zählen (2023): Albanien, Argentinien, Armenien, Aserbaidschan, Bulgarien, Bosnien und Herzegowina, Belarus, Belize, Brasilien, Botswana, Volksrepublik China, Kolumbien, Costa Rica, Kuba, Dominica, Dominikanische Republik, Ecuador, Fidschi, Gabun, Georgien, Äquatorialguinea, Grenada, Guatemala, Indonesien, Irak, Jamaika, Kasachstan, Libyen, St. Lucia, Republik Moldau, Malediven, Mexiko, Marshallinseln, Nordmazedonien, Montenegro, Mauritius, Malaysia, Namibia, Peru, Palau, Paraguay, Westjordanland, und Gazastreifen, Russland, El Salvador, Serbien, Surinam, Thailand, Turkmenistan, Tonga, Türkei, Tuvalu, St. Vincent und die Grenadinen, Kosovo, Südafrika.
High Income CountryDer Begriff high income country bzw. Land mit hohem Einkommen (Hochlohnland) bezeichnet diejenigen Länder, deren Bruttonationaleinkommen pro Kopf über 13.845 USD liegt (Stand 2022). Hierzu zählen (2023): Aruba, Andorra, Vereinigte Arabische Emirate, Amerikanisch-Samoa, Antigua und Barbuda, Australien, Österreich, Belgien, Bahrain, Bahamas, Bermuda, Barbados, Brunei, Kanada, Schweiz, Kanalinseln, Chile, Curacao, Caymaninseln, Zypern, Tschechien, Deutschland, Dänemark, Spanien, Estland, Finnland, Frankreich, Färöer, Vereinigtes Königreich, Gibraltar, Griechenland, Grönland, Guam, Guyana, Hongkong, Kroatien, Ungarn, Isle of Man, Irland, Island, Israel, Italien, Japan, St. Kitts und Nevis, Südkorea, Kuwait, Liechtenstein, Litauen, Luxemburg, Lettland, Macau, Saint-Martin, Monaco, Malta, Nördliche Marianen, Neukaledonien, Niederlande, Norwegen, Nauru, Neuseeland, Oman, Panama, Polen, Puerto Rico, Portugal, Französisch-Polynesien, Katar, Rumänien, Saudi-Arabien, Singapur, San Marino, Slowakei,  Slowenien, Schweden, Sint Maarten, Seychellen, Turks- und Caicosinseln, Trinidad und Tobago, Republik China (Taiwan), Uruguay, Vereinigte Staaten, Britische Jungferninseln, Amerikanische Jungferninseln.